# Epilobium pedunculare
Epilobium pedunculare är en dunörtsväxtart som beskrevs av Allan Cunningham. Epilobium pedunculare ingår i släktet dunörter, och familjen dunörtsväxter. Utöver nominatformen finns också underarten E. p. viride.